# Haarlack

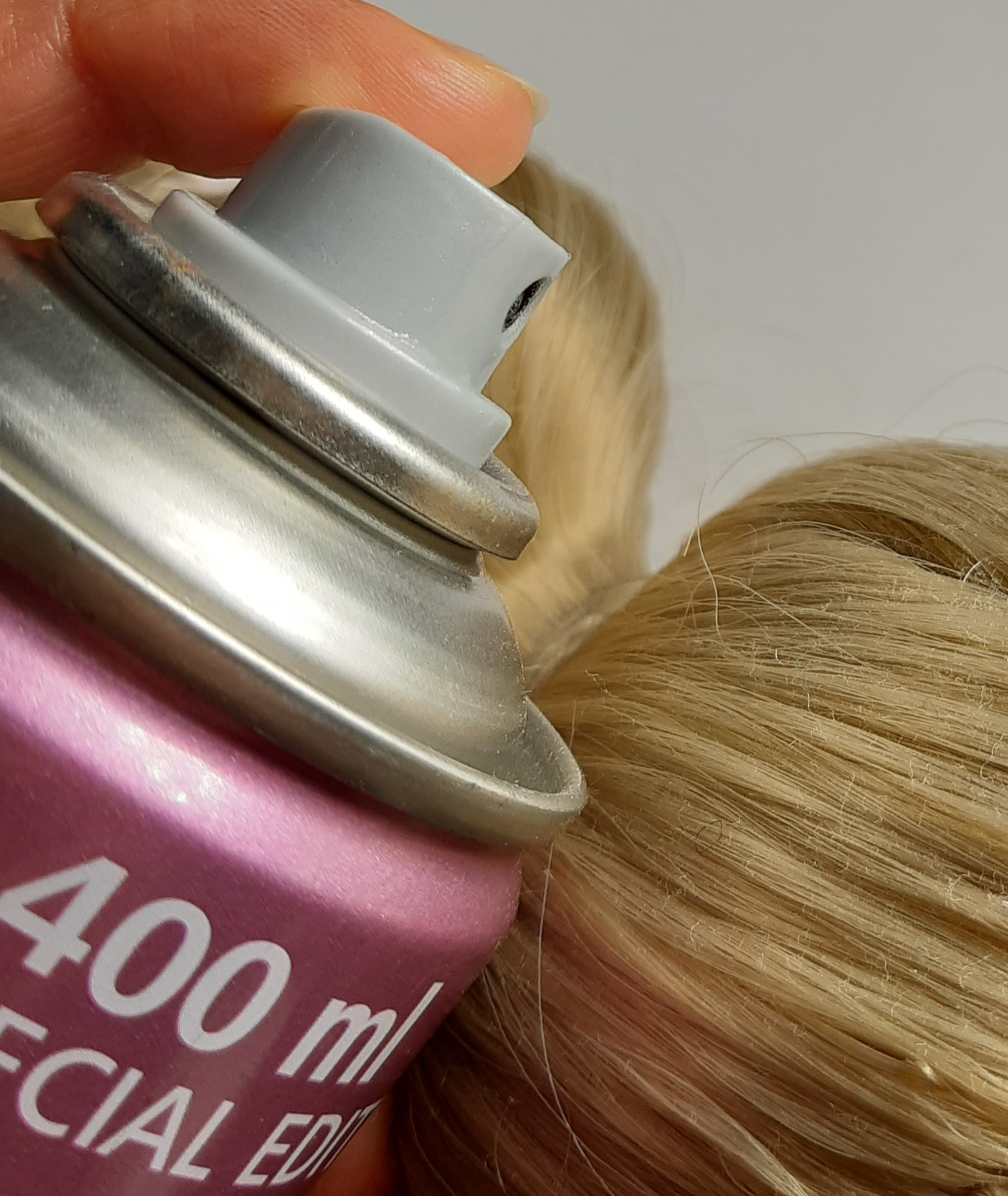
Haarlack wird über die Frisur gesprüht.

Haarlack ist ein Stylingprodukt, das zur Abschlussbehandlung über die fertig erstellte Frisur gesprüht wird.

## Wirkungsweise
Haarlack ist ein Lösungsmittelgemisch, welches durch Treibmittel auf das Haar gesprüht wird. Der Sprühnebel besteht aus kleinen Tröpfchen, die sich an der Schuppenschicht des Haares anlagern. Es bildet sich ein feiner Film, der aufgrund der schnellen Verflüchtigung des Lösungsmittels schnell trocknet. Die Frisur wird in der gewünschten Form fixiert. Gleichzeitig erhält die Frisur durch die spiegelnde Oberflächeneigenschaften des Filmbildners einen Glanz. Haarlack lässt sich leicht wieder ausbürsten oder auswaschen.

## Inhaltsstoffe

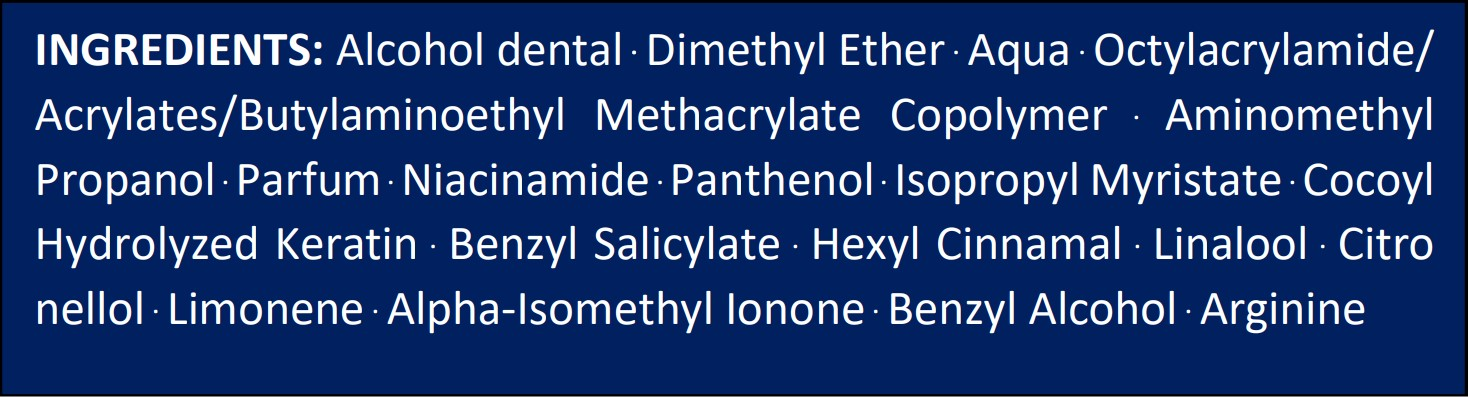
INCI-konforme Deklaration der Inhaltsstoffe eines Haarlacks mit Dimethylether als Treibmittel.

Haarlack besteht u. a. aus Kunstharzen, Alkohol, Filmbildner, Weichmacher und Treibmittel.